# Södra Holmen
Södra Holmen är en halvö i Åland (Finland). Den ligger i den östra delen av landskapet, 70 km nordost om huvudstaden Mariehamn.